# Sporting Clube Vila Verde
Lo Sporting Clube de Vila Verde è una società sportiva portoghese di Vila Verde fondata il 15 gennaio 1943.
Le prime notizie di attività sono del 1947 mentre la società si iscrisse ai campionati calcistici di Lisbona a partire dal 1953. Nel 1964 venne edificata la sede e pochi anni dopo, grazie all'acquisto di un terreno, venne edificato il complesso sportivo.
Negli anni 1970 la società sportiva continuò con l'attività calcistica che si limitò a partire dal 1984 a quella giovanile. Nel 1980 inoltre fu terminato il palazzo dello sport e la società iniziò l'attività di calcio a 5 nelle divisioni distrettuali. Nel 1994 la squadra venne promossa per la prima volta in prima divisione nazionale del Campeonato Nacional de Futsal, dove rimase sino al 1998, è poi tornato in massima serie nella stagione 2002/2003 rimanendovi due anni. La squadra biancoverde è tornata in massima divisione nella stagione 2007/2008.

## Rosa 2009-2010
| N. |                       | Ruolo | Calciatore  |
| -- | --------------------- | ----- | ----------- |
|    | Portogallo (bandiera) | POR   | Carlo       |
|    | Portogallo (bandiera) | POR   | Libâneo     |
|    | Portogallo (bandiera) | POR   | André Rocha |
|    | Portogallo (bandiera) | DIF   | Dino        |
|    | Portogallo (bandiera) | LAT   | Tchola      |
|    | Portogallo (bandiera) | LAT   | Magina      |
|    | Portogallo (bandiera) | LAT   | Miles       |
|    | Portogallo (bandiera) | LAT   | Ivan Varela |

| N. |                       | Ruolo | Calciatore    |
| -- | --------------------- | ----- | ------------- |
|    | Portogallo (bandiera) | LAT   | Huguinho      |
|    | Portogallo (bandiera) | LAT   | Fábio         |
|    | Portogallo (bandiera) | LAT   | Fábio Capelas |
|    | Portogallo (bandiera) | LAT   | Vasco         |
|    | Portogallo (bandiera) | PIV   | Daniel Ramos  |
|    | Portogallo (bandiera) | PIV   | Diogo Alves   |
|    | Portogallo (bandiera) | UNI   | Bruno Cardoso |